# تارتاروغالزينو
تارتاروغالزينو (بالبرتغالية: Tartarugalzinho‏) هي بلدية تقع في البرازيل في أمابا. يقدر عدد سكانها بـ 12,563 نسمة ومساحتها 6,712 كم2 .